# Министър-председател на Армения
Това е списък на министър-председателите на Армения от 2000 г.

## Списък на министър-председателите на Армения
1. Андраник Маргарян (2000 – 2007)
2. Серж Саркисян (2007 – 2008)
3. Тигран Саркисян (2008 – 2014)
4. Ховик Абрахамян (2014 – 2016)
5. Карен Карапетян (2016 – 2018)
6. Серж Саркисян (2018 – 2018)
7. Карен Карапетян (и.д.) (2018 – 2018)
8. Никол Пашинян (2018 – действащ)